# 스피로놀락톤
스피로놀락톤(영어: spironolactone)은 항알도스테론제, 칼륨 보존성 이뇨제, 스피로 화합물 중의 하나로, 체내 알도스테론과 그의 수용체끼리의 결합을 억제하여 체내 칼륨 이온을 보존하는 이뇨 작용을 나타낸다. 주로 심부전, 간경변성 복수, 고혈압 치료제에 사용되며, 저칼륨혈증에 대한 보조적인 치료약으로도 활용된다. 남성 호르몬을 억제하는 부작용으로 인해 여성형 유방, 유방통, 피부 발진 등을 일으키나 이것을 응용해 여성에게 발병되는 남성형 탈모증과 여드름 치료제로 이용하기도 한다. 또한 트랜스젠더의 여성화 호르몬 치료에도 이용된다.

## 같이 보기
- 락톤